# アレクサンドラ・ザベリナ
アレクサンドラ・ザベリナ（英語：Alexandra Zabelina、ロシア語：Александра Ивановна Забелина、1937年3月11日 - 2022年3月27日）は、ソビエト連邦のフェンシング（フルーレ）選手。オリンピックの1960年ローマ大会、68年メキシコシティ大会、72年ミュンヘン大会のフルーレ団体で金メダルを獲得している。

## 生涯
もとは体操選手であったが、怪我をしたために辞めざるを得ず、1951年に近所の少年に誘われる形でフェンシングのチームに入る。ディナモ・モスクワ（«Динамо» Москва）というチームでプレーし、コーチの1人にレフ・サイチュク（Лев Сайчук）がいた。1957年から1971年にかけては、オリンピックの1960年ローマ大会、68年メキシコシティ大会、72年ミュンヘン大会のフルーレ団体で金メダルを獲得し、さらに世界選手権でもフルーレ団体で7度、同個人戦で2度優勝している。なお、64年東京大会のフェンシング競技には子供を妊娠していたため出場していない。
引退後は、1986年に名誉コーチ（ru:Заслуженный тренер）になり、後に2000年のシドニーオリンピックのエペ団体で金メダルを獲得することになるマリア・マジーナ（en:Maria Mazina）選手を育成した。2022年3月27日没、享年86であった。